# الشعب الداخل (إب)

تعديل مصدري - تعديل

الشعب الداخل هي إحدى قرى عزلة بني مدسم بمديرية إب التابعة لمحافظة إب، بلغ تعداد سكانها 488 نسمة حسب تعداد اليمن لعام 2004.